# معرض أرمينيا الوطني

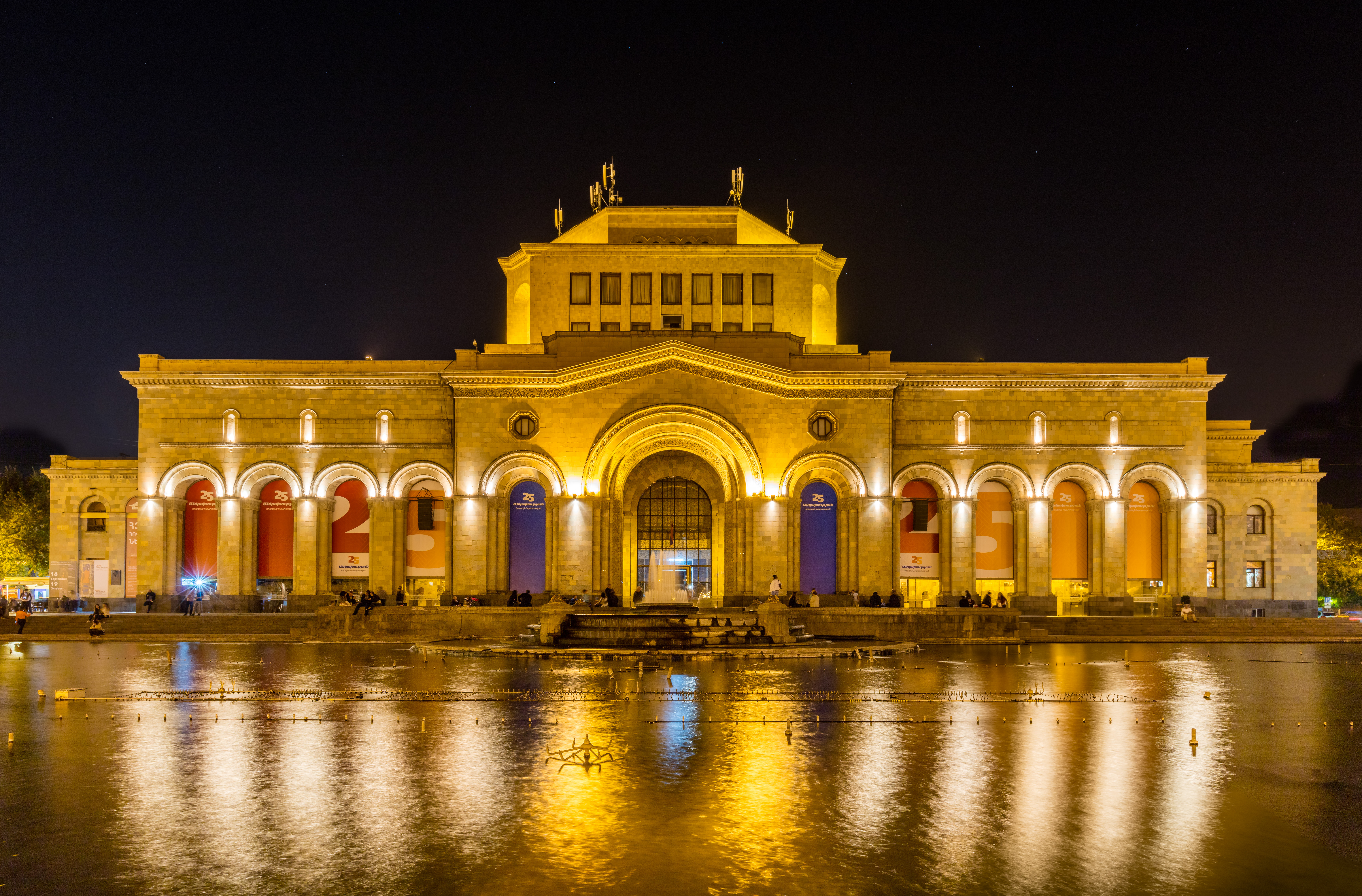
معرض أرمينيا الوطني

معرض أرمينيا الوطني (الأرمينية: Հայաստանի ազգային պատկերասրահ) هو أكبر متحف للفنون في أرمينيا. يقع المتحف في ساحة الجمهورية بيريفان، ويمثل أحد أبرز المواقع في العاصمة الأرمينية. يضم مجموعات مهمة من الفن الروسي وأوروبا الغربية، وأكبر مجموعة في العالم للفن الأرمني. استقبل المتحف 65000 زائر في عام 2005.

## تاريخه
تم تأسيس المتحف الوطني لأرمينيا في عام 1921 بموجب مرسوم من رئيس جمهورية أرمينيا السوفيتية الاشتراكية ويمثل القسم الفني من متحف الولاية. عند تأسيسه واجه قسم الفن في المعرض صعوبات كبيرة لأن يريفان كانت تفتقر إلى مجموعات فنية خاصة بها تملكها للدولة. أول مجموعة كونت المعرض اشتريت من عند رجل أعمال في معرض للرسامين الأرمن في أغسطس 1921.
كان العامل الحاسم في تأسيس المجموعة الفنية هو نقل المجموعة الشهيرة للمركز الثقافي الأرميني (معهد لازاريان السابق في موسكو) وكذلك التبرعات التي قدمها الفنانون الأرمن. بحلول عام 1925، تم عرض 400 قطعة لفنانين أرمن وروس وأوروبيين في قاعات المعرض الست التي تشكل قسم الفن في المتحف.
بحلول عام 1935، أصبح قسم الفنون الحكومية، الذي خضع للعديد من أعمال التجديد، متحفًا فنيًا منفصلاً. في عام 1947 تمت غيرت تسمية المعرض إلى معرض صور الولاية في أرمينيا ثم إلى معرض أرمينيا الوطني في عام 1991. يتم معرض الصور الموجود الآن فيه يعود الفضل فيه لجهود العديد من المواطنين المتميزين والتبرعات الودية من الشركات الأجنبية.
يضم المغرض حالياً حوالي 26000 عمل فني، كثير منها معروض بشكل دائم في 56 قاعة عرض فيه.

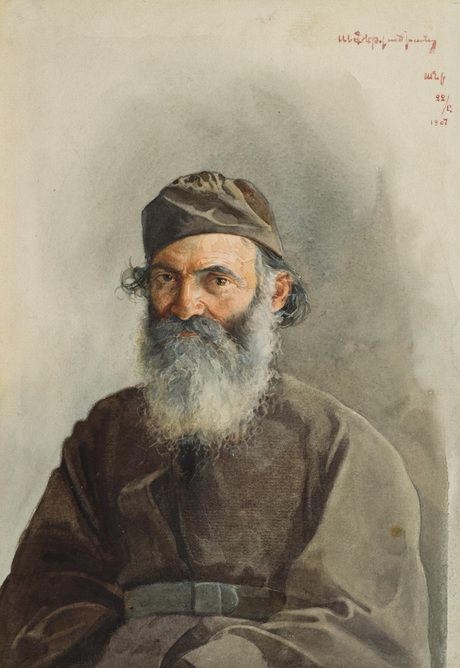
ميكايل فاردابات

## وصفه
يشكل الفن الأرميني جزءًا كبيرًا من مجموعة المعرض، بدءًا من الفن القديم وعصور القرون الوسطى: لوحات جصية لأورارتو ونسخ من لوحات فسيفساء معبد غارني وتماثيله، إضافة إلى لوحات جدارية تعود للقرون الوسطى، بما في ذلك لوحة جدارية من القرن السابع «للمسيح المخلوع» من كنيسة سانت ستيفانوس بلمباتافانك، وجزء من أخرى تعود للقرن العاشر تسمى ب«الحكم الأخير»، ولوحة جدارية من القرن الثالث عشر تصور ميلاد المسيح من كنيسة القديس أستافاتساتسكين أختالا.
للمتحف كذلك مجموعة واسعة من اللوحات المتعلقة بالكنيسة الرسولية التي ظهرت ما بين القرنين السابع عشر والتاسع عشر، بالإضافة إلى أغلفة الكتب الفضية للمخطوطات والصلبان، وستائر مذابح من جميع أنحاء آسيا تعود إلى القرن الثامن عشر.
تعد مجموعة الفن الأرمني التاريخي الأكبر في العالم بفضل مجموعات هاكوب هوفناتانيان، هوفانيس إيفازوفسكي، جيفورج باشينجاجيان، بانوس تيليميزيان، فاردجيس سوراينيتس، فارتان ماهوكيان، مارتيير ساريان، هاكوب كوجويان، هاكوب جيورجيان، إدغار شاهين، غريغور خانيان، ميناس أفيتيسيان، وغيرهم من الفنانين المهمين.
هناك حضور خاص لفن الأرمن الشتات، يظهر في أعمال زاكار زاكاريان (باريس)، إدغار شاهين (باريس)، هوفسب بوشمان (نيويورك)، جان كارزو (باريس)، جان جانسم (باريس)، جيراردو أوراجيان (روما) وبول غيراغوسيان (بيروت).
الفن الروسي أيضا موجود على نطاق واسع في مجموعة المعرض من خلال الرموز الدينية واللوحات من القرنين السادس عشر والسابع عشر وأعمال الفنانين الروس المشهورين من القرن الثامن عشر إلى القرن العشرين، بما في ذلك ف. روكوتوف، أرغونوف، شوبان، إيليا ريبين، فالنتين سيروف، إيليا ماشكوف، سيرجي كونينكوف، كوزما بتروف-فودكين، فاسيلي كاندينسكي، ناتاليا جونشاروفا، مارك شاغال، وآخرون عديدون.

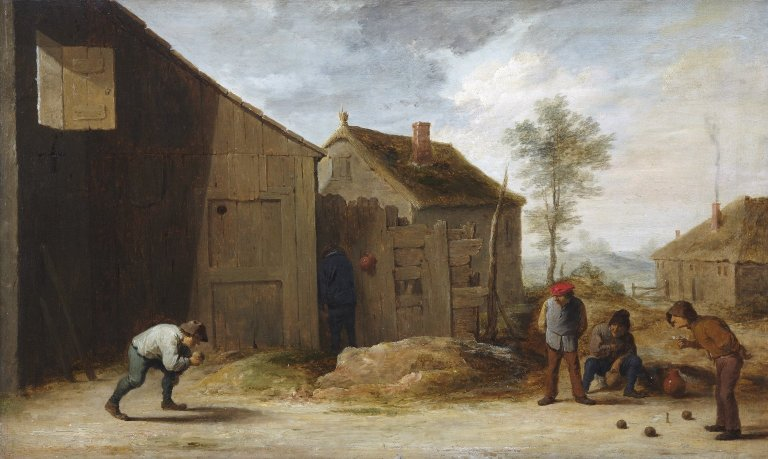
دافيد تانيارس الأصغر : فلاحون يلعبون

كما أدرجت إدارة المعرض العديد من الأمثلة على «الفن الأجنبي» (في الغالب الغربية) في المجموعات، وكثير منها كانت في الأصل جزءا من «المركز الثقافي الأرمني» (مدرسة لازاريان السابقة، بموسكو)، الذي تم تأميمه خلال الفترة السوفيتية وانتقل إلى يريفان فيما بعد.
تشمل المجموعات القديمة أمثلة على الفن القديم من مصر (في كم من الأحقاب اليونانية الرومانية، القبطية)، اليونان (كورنث، أتيكا)، روما، وإيران. يضم قسم الفنون الزخرفية مجموعة من الخزفيات الصينية والإيرانية والإيطالية واليابانية والألمانية والنمساوية والدنماركية وإضافة إلى مجموعة كبيرة مصدرها مصنع الخزف الإمبراطوري القيصري في روسيا في القرنين الثامن عشر والتاسع عشر. وهناك أيضا مجموعة صغيرة من الأغراض البرونزية من الصين (سلالة كينغ) التي تعود إلى القرن الثامن عشر وأثاث خشبي غربي من القرن السادس عشر إلى القرن السابع عشر.
هناك عدد من الأعمال الأوروبية القديمة في ممتلكات المركز لفنانين مشهورين من إيطاليا وهولندا وبلجيكا وحركات الفن الفرنسي، نذكر منها أعمال دوناتيلو وتينتوريتو وأنطونيو كانوفا وجو دي مومبر وكاسبر نيتشر وماتياس.
في عام 2008، تم افتتاح جناح خاص بأعمال الفنان هاكوب غوريجان.
يضم مبنى المعرض أيضًا استوديوهات ترميم وصيانة تابعة للمتحف. يحتوي المجمع أيضًا على مكتبة وأرشيف، كافيتريا صغيرة، متجر لبيع الكتب والهدايا التذكارية، وقاعة تستخدم لعرض الأفلام والمحاضرات.
كما يقرض مجموعاته للمعارض الدولية، ويساعد على تنظيم معارض الفن الأرمني في مختلف البلدان.

## الفن الأرمني
يشكل الفن الأرميني جزءا كبيرت من المجموعة بحوالي 700 قطعة. يبدأ عرض الفن الكلاسيكي الأرمني بالفن القديم والفن الوسيط: للوحات جصية لأورارتو ونسخ من لوحات فسيفساء معبد غارني وتماثيله، إضافة إلى لوحات جدارية تعود للقرون الوسطى، بما في ذلك لوحة جدارية من القرن السابع «للمسيح المخلوع» من كنيسة سانت ستيفانوس بلمباتافانك، وجزء من أخرى تعود للقرن العاشر تسمى ب«الحكم الأخير»، ولوحة جدارية من القرن الثالث عشر تصور ميلاد المسيح من كنيسة القديس أستافاتساتسكين أختالا.
للمتحف كذلك مجموعة واسعة من اللوحات المتعلقة بالكنيسة الرسولية التي ظهرت ما بين القرنين السابع عشر والتاسع عشر، بالإضافة إلى أغلفة الكتب الفضية للمخطوطات والصلبان، وستائر مذابح من جميع أنحاء آسيا تعود إلى القرن الثامن عشر.
تتألف مجموعة اللوحات الأرمنية في القرن السابع عشر في غالبها من التراث الفني لسلالة هوفناتان. وبجانب أعمال هوفناتان هوفناتانيان، يتم عرض مجموعة قوية من القطع التي كتبها هاكوب هوفناتانيان.
للمعرض أكثر من 62 لوحة لإيفان ايفازوفسكي، الرسام الروسي ذو الخلفية الأرمينية، الذي رسم الكثير من اللوحات على الزخارف الأرمنية.
ويخصص الجزء الأكبر من المجموعة الأرمنية لعمل الرسامين الأرمن الكلاسيكيين في القرن 19-20 على غرار ستيبان أغاجانيان، يغيشي تاديفوسيان، بانوس تيليميزيان، غيفورغ باشينجاجيان، مارتيروس ساريان، هاكوب كوجنان، وأرشك فيتفاديجيان وغيرهم.
هناك حضور خاص لفن الأرمن الشتات، يظهر في أعمال زاكار زاكاريان (باريس)، إدغار شاهين (باريس)، هوفسب بوشمان (نيويورك)، جان كارزو (باريس)، جان جانسم (باريس)، جيراردو أوراجيان (روما) وبول غيراغوسيان (بيروت).
في عام 2008، تم افتتاح جناح خاص بأعمال الفنان هاكوب غوريجان.

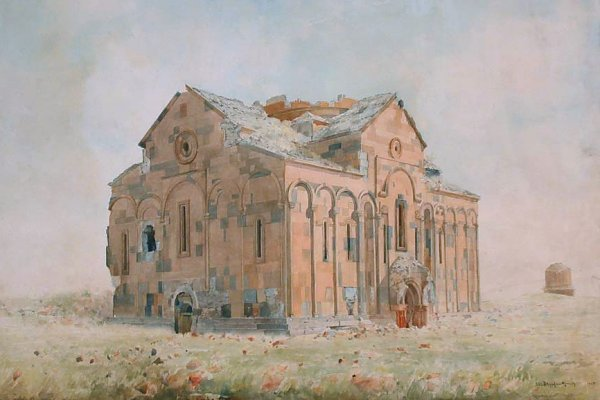
لوحة لأ. فاتفادجيان
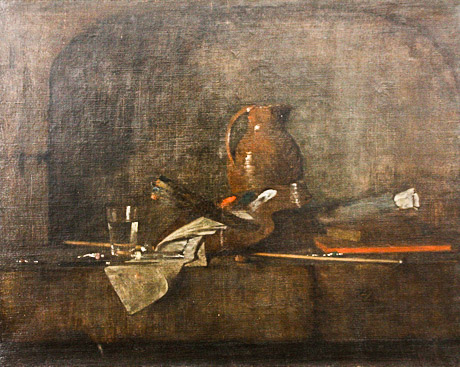
لوحة "لازال حيا" لز. زاكريان
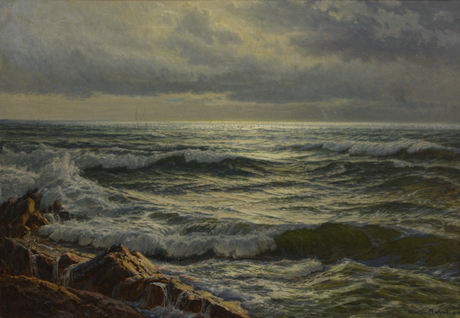
لوحة "المحيط" لف. ماخوخيان
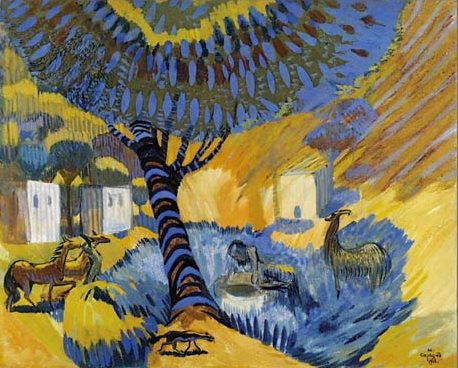
لوحة "يوم ساخن" 1908
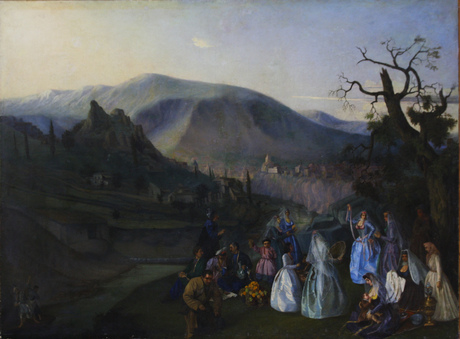
لوحة "نزهة على ضفة الكورا
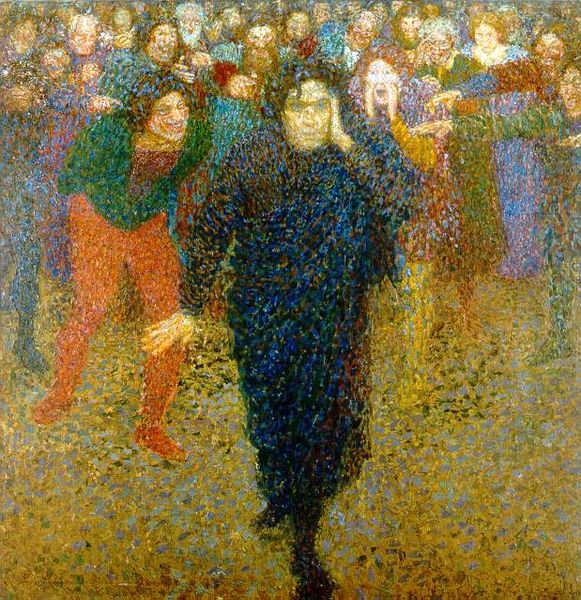
لوحة العبقري و الحشد
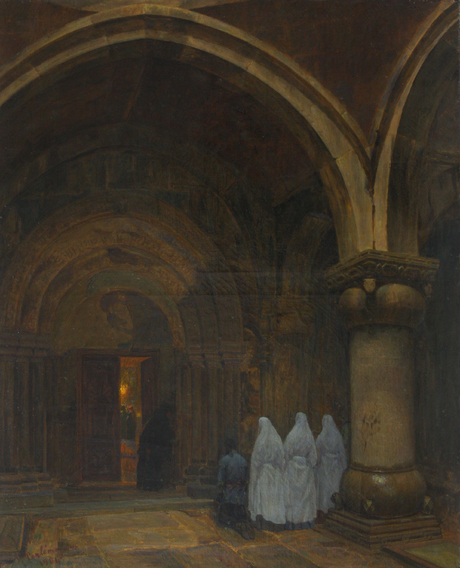
لوحة لب. ترلمزيان
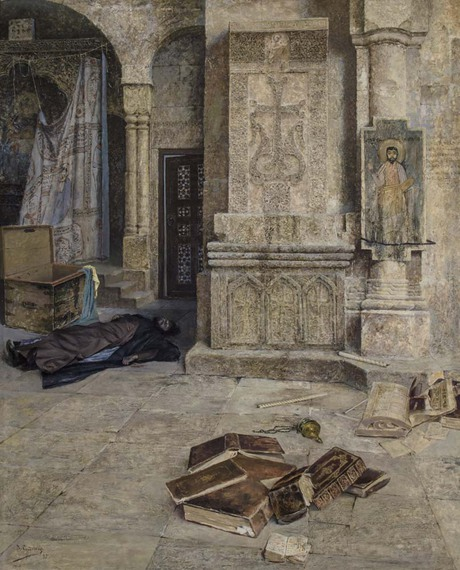
لوحة لف.سوريانيانتس
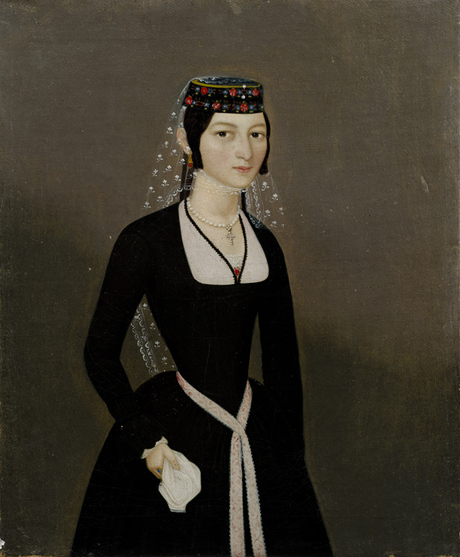
هوفانتانيان : يورتريه لناتالي توميان
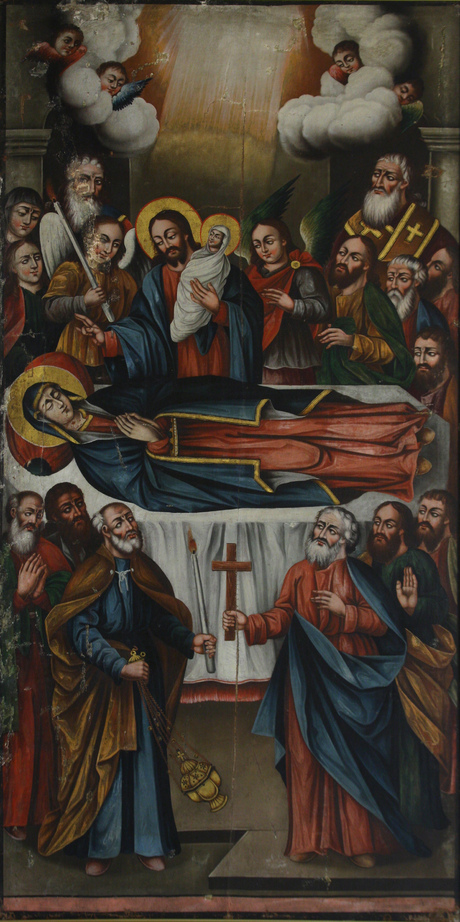
هوفانتانيان : العذراء

## الفن الغربي
يبلغ مجموع المجموعات الفنية الغربية حوالي 170 قطعة، مقسمة على 4 أقسام رئيسية هي: الفن الإيطالي، الفلمنكي، الهولندي والفرنسي، ولكن يشمل أيضًا أعمال لفنانين أسبان وألمان وغيرهم من الجنسيات.
بعض هذه الأعمال الأوروبية قديم لفنانين مشهورين من إيطاليا وهولندا وبلجيكا وحركات الفن الفرنسي، مثل أعمال لدوناتيلو وتينتوريتو وأ نطونيو كانوفا وجو دي مومبر وكاسبر نيتشر وماتياس.
هناك أكثر من 180 رسمة أوروبية تعود للقرنين 16 و 17.

### المجموعة الإيطالية
تبدأ المجموعة الإيطالية بأعمال القرن الرابع عشر. واحدة من أبرزها هي لوحة «عيد الميلاد»، لوحة فنية لفنان مجهول من دائرة بوتيتشيلي. منا يمكن ذكر لوحة «أبولو وبان» من تينتوريتو الشهيرة التي تعد مثال بارزا من عصر النهضة العالي. ويتمثل الفن الحديث من القرن السابع عشر بالمعرض في عمل بيرناردو ستروتزي «بورتريه نيكولا كوشي» وصورتين لجويرسينو، عضو في مدرسة بولونيا.
المتحف يحتوي أيضا على مجموعة مهمة من الفن التوراتي ك «ولادة يسوع وعشق الرعاة» من قبل جاكوبو باسانو (مؤخراة تلقى المعرض لوحة أخرى من قبل باسانو)، «السامري الصالح» للياندرو باسانو، أعمال لوكا جيوردانو، بيترو دا كورتونا، سيباستيانو ريكي، لوكا سيغنوريلي، بومبيو باتوني، برناردينو ليني، باولو فاريناتي، جيوفاني باتيستا سالفي دا ساسوفيراتو، أليساندرو تورتشي وجياكومو كافيدوني. هناك عدد من لوحات بينفينوتو تيزي،  سيباستيانو كونكا، إليزابيتا سيراني وغيرها جديرة بالذكر.
الفن المعماري من القرن الثامن عشر ممثل في المعرص بفرانشيسكو غاردي، فرانشيسكو زوكاريلي، جيسولفي كثير من الفنانين غير المعروفين.
وتضم المجموعة أعمالاً بيانية لجيوفاني دومينيكو تيبولو وجيوفاني باولو بانيني وفيديريكو زوكاري وجاكوبو دا امبولي ولوكا كامباسي وستيفانو ديلا بيلا.

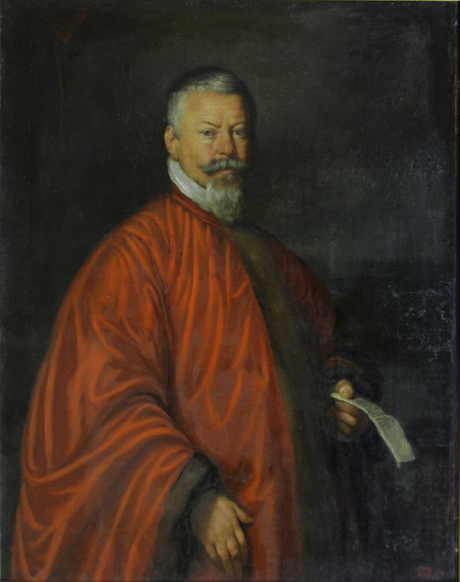
بورتريه نيكولا كوشي
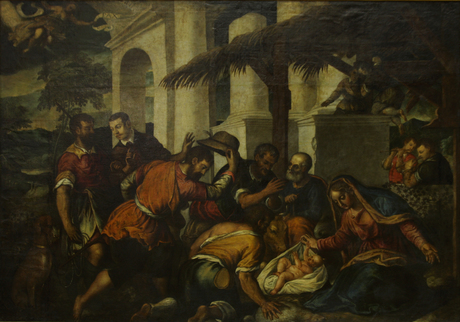
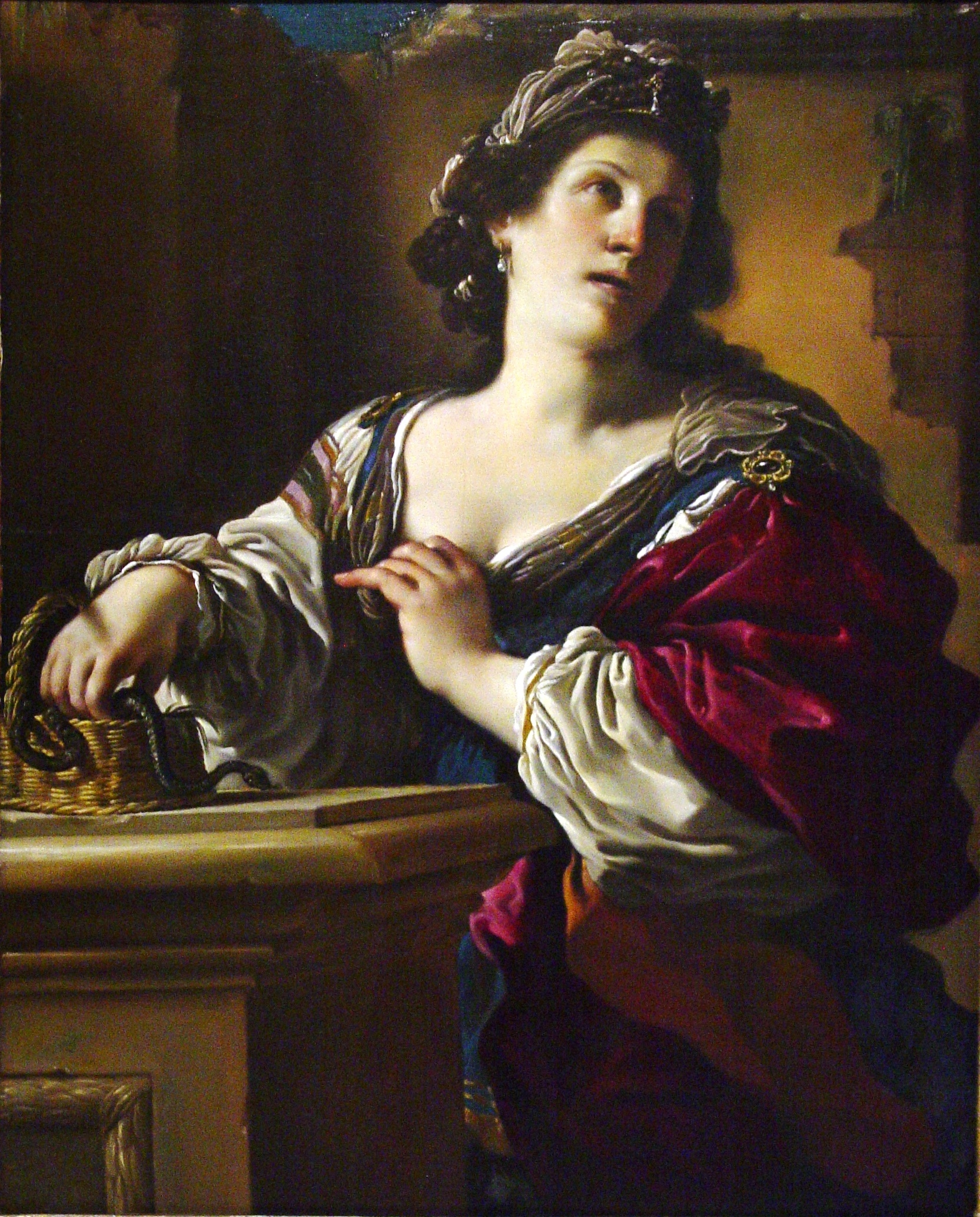
غارسينو : كليوباترا
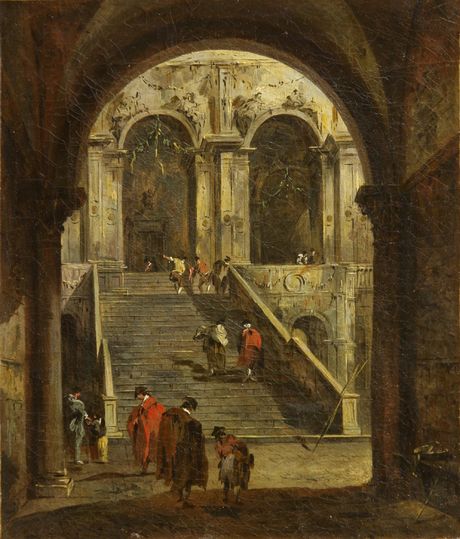
غاردي : البهو
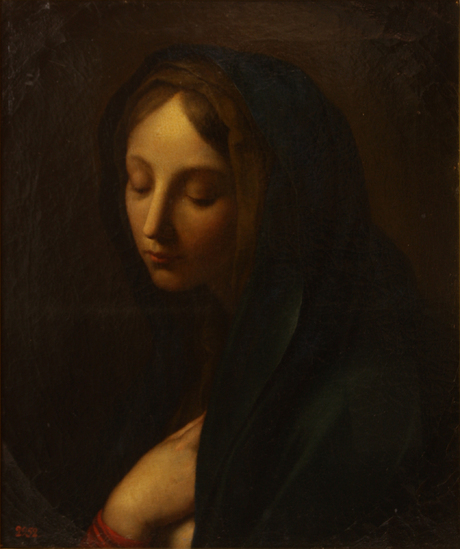
سيباستيانو كونسا : الأم العرافة
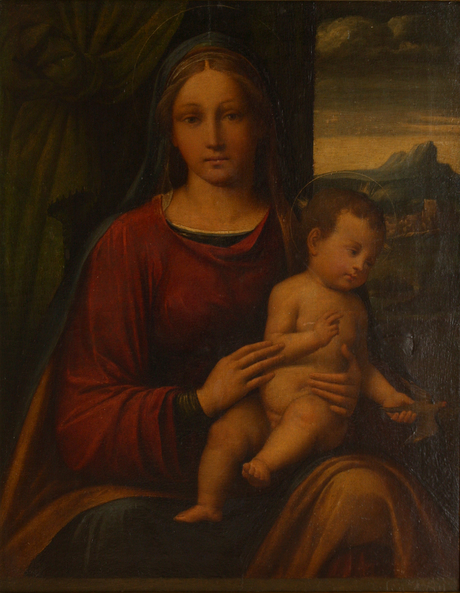
بانفانوتو تيسي : العذراء و ابنها
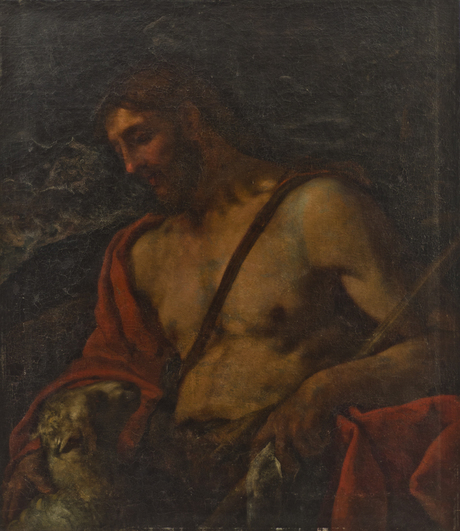
لوكا جيوردانو : الراعي الصالح
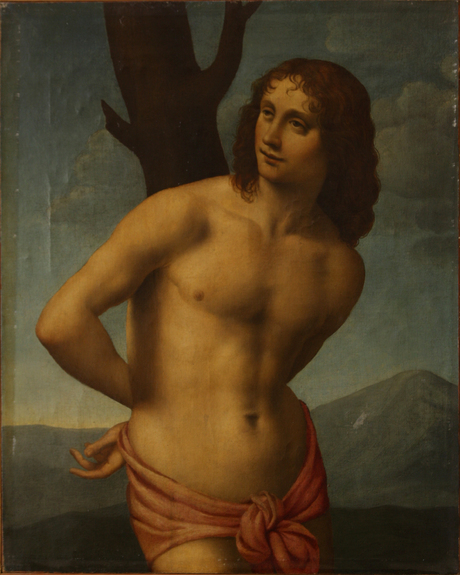
برناردينو سيباستيان : القديس سيباستيان
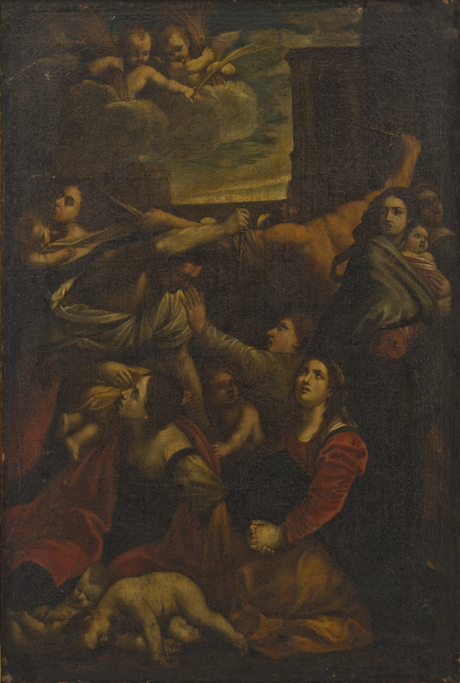
لوكا سينغوريلي . مجزرة الأطفال

### المجموعة الفلمنكية والهولندية
وفقا لمسح عام 1982، تم عرض حوالي 30 عملا من الأعمال الفلمنكية  و 60 قطعة من الفن الهولندي  في المعرض. ينتمي معظمهم إلى القرن السابع عشر.
وتمثل مدرسة الفن الفلمنكي من خلال قطع رائعة من بينها «موكب سيلانوس» لبيتر بول روبنز، و «نزول الصليب» لأنتوني فان دايك. بورتريه امرأة للفنان بيتر بوربوس وصورة شخصية لفنان مجهول من القرن السابع عشر.
تشمل المجموعة الهولندية أعمال فنانين مشهورين من العصر الذهبي الهولندي مثل لوحة «درس في الغناء» لكاسبار نيتشر، «الشركة على المنضدة» بريشة بيتر كود، «عطلة» لجوست كورنيليز دروكسلووت، وأخرى لكورنيليس دوسارت . كما توجد لوحات تصور زخارف الحانات . من الجدير بالذكر قطعة «الحرب والسلام» لهندريك غولتسيوس. وتستند لوحة «ميلاد المسيح» لجووس فان كليف على القصة في الكتاب المقدس.
المجموعة الهولندية تشمل أيضا أعمال الفن العسكري، على سبيل المثال لوحة «معركة» اأسايس فان دي فالد و «أطراف معركة ضد سويدس» لفيايبس وورمان.
كما نجد أعمالًا تصويرية لأدريان فان أوستادي، جان ليفنس، جان فان دير هايدن، ميرتن فان هيمسركريك، غودفريد شالكين، أبراهام فان ديبينبيك، أدريان فان دي فيلدي، جان ديركس وغيرهم.

### الفن الفرنسي
مجموعة اللوحات الفرنسية تمثل الجزؤ الأكبر من حيث الكم بالمجموعات الغربية. يبدأ القسم بأعمال الفنانين المميزين من القرن السابع عشر ك «رينالدو وأرميدا» لجان أونوريه فونراغارد، «رأس امرأة شابة» لجان بابتيست غروزي وأعمال جان مارك ناتير،  نيكولاس دي لارجيليير، فرانسوا هوبير درويز، تشارلز أندريه فان لو، جاك كورتوا الخ. مرخرا تلقى المعرض لوحة «امرأة شابة مع زهرة» من قبل فرانسوا باوتشر. هناك أعمال أخرى بنفس النمط مثل «الممثلون الإيطاليون» لنيكولاس لانكريت و «طفل نائم مع الملائكة» لفرنسوا ليموين.
يحمل المعرض أعمال فناني مدرسة باربيزون، الحركة الفنية التي أثرت بشكل كبير في تطوير التقاليد الواقعية في الفن الفرنسي في القرن التاسع عشر ، مثل لوحة «غسق في غابة» لثيادور روسو ورسمتين لنرسيس فيرجيلو دياز وصورة للبحر لفيلكس زيام. المعرض يعرض أيضا لوحة «صورة لفتاة» لزعيم حركة الواقعية في اللوحة الفرنسية في القرن التاسع عشر غوستاف كوربيه. المجموعة الفرنسية لتلك الفترة تشمل أعمال هوراس فرنيه ، ألكسندر جابريال ديكامبس ، ثيودور جودين وغيرهم.
تقدم أعمال أوجين بودان ولويس أنكوينتين وبيرنار بوفيت وأدولفي مونتسيلي لمحة عامة موجزة عن التطور المتأخر للفن الفرنسي.
تشمل مجموعة الصور أعمال الفنان جان أنطوان واتو ، جان باتيست جروز وجاك بيلانج وجول باسكين وأوغست رودين وتماثيل أنطونيو كانوفا وإيتيه موريس فالكونت.

### المجموعة الإسبانية والألمانية
تُمثَّل مدرسة الفن الإسبانية بعدة أعمال ، أحدها هو «نزول الصليب» للويس دي موراليس. و «الثيران» لسيد العصر الرومانسي المذهل - فرانسيسكو غويا ، «لحظة المحاضرة» لماريا فورتوني ، واحدة من قادة الاستشراق الرومانسي. تلقى المعرض مؤخراً 4 أعمال تصويرية لسلفادور دالي.
الفن الألماني يمثله رسامون المناظر الطبيعية يعقوب فيليب هاكرت ، يوهان هاينريش روس وغيرهم. تتضمن المجموعة أيضًا 9 رسومات للرسام الألماني البارز ألبرخت دورر ، لوحه «عرض المسيح على الناس» لسلبلد بيهام ، أعمال الرسم لفرنز ستاك وغيرهم.

## الفن الروسي
الفن الروسي هو أيضا موجود بشكل مهم في مجموعة معرض أرمينيا الوطني .أذ يتم عرض حوالي 230 قطعة فنية فيه منتمية لهذا القسم. يمثل الفن العلماني الروسي من منتصف القرن الثامن عشر ويشمل لوحات ومنحوتات من نهاية القرن الثامن عشر حتى بداية القرن التاسع عشر بما في ذلك أعمال إيفان أرغونوف ، دميترو ليفيتسكي ، فيودور روكوتوف ، فلاديمير بوروفيكوفسكي ، إيفان مارتوس وفيودوت شوبين. كما أن المناظر الطبيعية في وجهة النظر الروسية بالقرن الثامن عشر ممثلة في العديد من اللوحات من قبل فيودور ماتفيسيف وميخائيل إيفانوف.
الرسم الروسي للنصف الأول من القرن التاسع عشر تمثله أعمال من أوريست كيبرينسكي ، 4 لوحات من فاسيلي تروبينين ، 3 أعمال سيلفستر شيدرين ، أعمال كارل بريولوف ، بيوتر باسين وغيرها. تصوّر الأعمال الفنية لهنريك سيميردزكي وسيرجي زاريانكو وإيفان خروتسكي وفاسيلي سيريبرياكوف النصف الثاني من القرن التاسع عشر.
أما القرنان التاسع عشر والعشرين فنراهما في أعمال أليكساندر بينويس ، وفناني الحركة الرمزية بوريس أنيسفيلد وفيكتور بوريسوف-موساتوف ، وأعمال أفانجار الروس. مجموعة من تلك الفترة تشمل روائع مثل «الإقامة الصيفية» لمارك شاغال وعملين لفاسيلي كاندينسكي. هناك أيضا 5 أعمال لإيفان شيشكين ، 10 أعمال لإسحاق ليفيتان ، أعمال متعددة لفاسيلي سوريكوف ، إيليا ريبين ، فالنتين سيروف ، أرخيب كويندزي ، فاسيلي فيششاجين ، كونستانتين ماكوفسكي ، فلاديمير ماكوفسكي ، فاسيلي بولنوف ، ميخائيل فروبيل ، ميخائيل نيستروف وغيرها.

## المدراء
- أرمان تساتوريان (2015) [21]
- فرعون ميرزويان (2002-2015)
- شاهين كاتشاريان (1991-2002)
- ألكسندر تير جابريليان (1987-1990)
- إدوارد إيزابيكيان (1967-1987)
- أرمن تشلينجارانان (1962-1967)
- روبن بارسميان (1952-1962)
- روبن درامبيان (1925-1951)